# Гатака
Гатака (енгл. Gattaca) амерички је биопанк дистопијски научнофантастични трилер филм редитеља Ендру Никола, а по његовом оригиналном сценарију из 1997. године. Винсент, генетски инфериорнији човек, који је увек тежио путовању у свемир, преузима идентитет параплегичара да би постигао свој циљ.
Филм поставља питања о будућности генетске технологије и њеном утицају на наслеђену слободу избора човека.

## Радња
У недавној прошлости, сваки дечак је сањао да постане астронаут. У блиској будућности то може постати стварност, али уз један мали услов – будући освајач свемира треба да има срећу да се роди као генетски беспрекоран човек, без мана, слабости и несавршености.
Биотехнологије сутрашњице су се развиле до таквог нивоа да се еугеника више не сматра контроверзном теоријом и кршењем етичких и моралних стандарда, а подела на идеалне и обичне људе је већ стављена на ток. Сви генетски дефекти и њихове потенцијалне последице лако се дешифрују, а људи се деле на две друштвене класе – „прикладне” (Валид) и „неподобне” (Ин-валид). Први добијају сву могућу подршку друштва, док су други лишени најповољније животне перспективе. По правилу, „фит” је резултат одласка родитеља код лекара, где им он нуди избор најуспешније комбинације њихових гена да би добили дете – или успешну комбинацију гена случајно. „Неподобни” су обично резултат потпуно природног оплодње – обичног секса, када су се гени родитеља насумице спојили: зато се и зову „Божја деца”.
Винсент Фриман (Итан Хоук) је другоразредни човек. Кратковид је, има урођену срчану ману, а генетски тест му обећава само 30 година и 2 месеца живота. Али Винсент има сан - да лети у свемир. За ово склапа договор са Џеромом Јуџином Мороуом (Џуд Ло), осакаћеним „фитом“ који му продаје свој генетски материјал на тестове. Захваљујући туђој крви, урину, честицама косе и коже, Винсент успева да превари обезбеђење ваздухопловне корпорације ГАТАКА, уђе у посаду лета за Титан и започне аферу са Ајрин Касини (Ума Турман). Пролази кроз исцрпљујуће тренинге, подвргава се болној операцији како би повећао своју висину. Али сва тајна пре или касније постаје јасна. Да би испунио свој сан, Винсенту ће бити потребно више него савршени тестови.
У лабораторији у којој ради јунак филма, дешава се убиство. Сумња пада на „неподобне” чија се трепавица нађе у предворју. Припада Винсенту (видевши крвави леш, случајно испусти сузу и, не приметивши, трепавицу). Међутим, трагови правог Фримена се губе: нико не зна где да га тражи и шта ради.
Полиција у више наврата испитује све запослене у „Гатаки” у циљу трагања за осумњиченим. Јунак два пута успева да прође кроз процедуру, у чему му помаже доктор Гатаке, који има „неспособног“ сина.
Ситуацију компликује и чињеница да истрагу води Винсентов брат, „у форми“, али има лошије здравствене показатеље него што је потребно за службу у свемирским јединицама. Винсент мора да се састане са братом лицем у лице, а између њих поново распламсава младалачко ривалство које је некада играло кључну улогу у животу главног јунака. Винсент не успева да избегне искрен разговор са својим братом. Њихов напети дијалог завршава се препливањем залива као такмичењем - као у детињству, када је Винсент увек био иза. Овога пута први одустаје „онај у форми“, јер Винсент „никада није остављао снагу за повратак“. Винсент спасава живот свог исцрпљеног брата, који из захвалности не помиње Винсента у свом извештају претпостављенима.
За Ајрин, која је сазнала истину, Винсентов маскенбал такође постаје шок, али она не издаје хероја. Ирена и Винсент воде напет разговор. Испоставило се да она сама има скривени недостатак, о чему говори Винсенту, одбијајући да му прегледа косу.
Лет до Титана је на ивици неуспеха, али Винсент је имао среће да испуни свој сан. Непосредно пре почетка, спроводи се још један тест. Винсент, који са собом није донео неопходан генетски материјал, приморан је да поднесе сопствену анализу. Он разуме да ће га медицински компјутер неизбежно разоткрити. Међутим, др Ламар, који одавно зна истину о Винсенту, лажира резултате. Он то објашњава чињеницом да његов „неспособан“ син узима пример од Винсента, па би стога у будућности могао постати астронаут. Винсент иде на Титан. Јуџин изврши самоубиство, након што је Винсенту оставио довољну количину биоматеријала у случају да се врати на Земљу.